# 200 mètres dos féminin aux Jeux olympiques d'été de 2012
Navigation
Pékin 2008 Rio de Janeiro 2016
L'épreuve de 200 m dos femmes des Jeux olympiques d'été de 2012 aura lieu le 2 et le 3 août au London Aquatics Centre.

## Qualification
Pour participer à cette épreuve, les temps de qualification étaient de 2 min 10 s 84 pour le temps de qualification olympique (TQO) et de 2 min 15 s 42 pour le temps de sélection olympique (TSO) qui devaient être effectués entre le 1er mars 2011 et le 18 juin 2012. Un comité national olympique (CNO) pouvait inscrire 2 nageuses si elles faisaient le TQO et 1 nageuse si elle effectuait le TSO. Les CNO pouvaient inscrire des nageurs indépendamment du temps (1 nageur par sexe sur l'ensemble des épreuves) s'ils n'avaient pas de nageurs qui avaient réussi les temps de qualification nécessaires.

## Records
Avant cette compétition, les records dans cette discipline étaient les suivants :
| Record du monde  | 2 min 04 s 81 | Kirsty Coventry | Zimbabwe | 1er août 2009 | Rome (Italie) | ,     |
| Record olympique | 2 min 05 s 24 | Kirsty Coventry | Zimbabwe | 16 août 2008  | Pékin (Chine) | [ 4 ] |

## Médaillés
| Or             | Argent          | Bronze           |
| Missy Franklin | Anastasia Zueva | Elizabeth Beisel |

## Résultats

### Finale (3 août au soir)
| Rang                                | Ligne | Nom                | Nationalité     | Temps         | Notes |
| ----------------------------------- | ----- | ------------------ | --------------- | ------------- | ----- |
| Médaille d'or, Jeux olympiques      | 5     | Missy Franklin     | États-Unis      | 2 min 04 s 06 | RM    |
| Médaille d'argent, Jeux olympiques  | 6     | Anastasia Zueva    | Russie          | 2 min 05 s 92 |       |
| Médaille de bronze, Jeux olympiques | 4     | Elizabeth Beisel   | États-Unis      | 2 min 06 s 55 |       |
| 4                                   | 1     | Elizabeth Simmonds | Grande-Bretagne | 2 min 07 s 26 |       |
| 5                                   | 3     | Meagen Nay         | Australie       | 2 min 07 s 43 |       |
| 6                                   | 7     | Kirsty Coventry    | Zimbabwe        | 2 min 08 s 18 |       |
| 7                                   | 2     | Alexianne Castel   | France          | 2 min 08 s 43 |       |
| 8                                   | 8     | Sinead Russell     | Canada          | 2 min 09 s 86 |       |

### Demi-finales (2 août au soir)

#### Demi-finale 1
| Rang | Ligne | Nom                   | Nationalité        | Temps         | Notes |
| ---- | ----- | --------------------- | ------------------ | ------------- | ----- |
| 1    | 4     | Elizabeth Beisel      | États-Unis         | 2 min 06 s 18 | Q     |
| 2    | 5     | Meagen Nay            | Australie          | 2 min 07 s 42 | Q     |
| 3    | 6     | Anastasia Zueva       | Russie             | 2 min 07 s 88 | Q     |
| 4    | 3     | Alexianne Castel      | France             | 2 min 08 s 24 | Q     |
| 5    | 1     | Elizabeth Simmonds    | Grande-Bretagne    | 2 min 08 s 48 | Q     |
| 6    | 8     | Sharon van Rouwendaal | Pays-Bas           | 2 min 09 s 50 |       |
| 7    | 2     | Duane da Rocha        | Espagne            | 2 min 09 s 88 |       |
| 8    | 7     | Simona Baumrtová      | République tchèque | 2 min 10 s 18 |       |

#### Demi-finale 2
| Rang | Ligne | Nom             | Nationalité     | Temps         | Notes |
| ---- | ----- | --------------- | --------------- | ------------- | ----- |
| 1    | 4     | Missy Franklin  | États-Unis      | 2 min 06 s 84 | Q     |
| 2    | 5     | Kirsty Coventry | Zimbabwe        | 2 min 08 s 32 | Q     |
| 3    | 6     | Sinead Russell  | Canada          | 2 min 08 s 76 | Q     |
| 4    | 7     | Stephanie Proud | Grande-Bretagne | 2 min 09 s 04 |       |
| 5    | 3     | Belinda Hocking | Australie       | 2 min 09 s 35 |       |
| 6    | 2     | Daryna Zevina   | Ukraine         | 2 min 09 s 70 |       |
| 7    | 8     | Jenny Mensing   | Allemagne       | 2 min 10 s 68 |       |
| 8    | 1     | Karin Prinsloo  | Afrique du Sud  | 2 min 11 s 42 |       |

### Séries (2 août le matin)
| Rang | Série | Ligne | Nom                     | Nationalité        | Temps         | Notes |
| ---- | ----- | ----- | ----------------------- | ------------------ | ------------- | ----- |
| 1    | 5     | 4     | Missy Franklin          | États-Unis         | 2 min 07 s 54 | Q     |
| 2    | 3     | 5     | Elizabeth Beisel        | États-Unis         | 2 min 07 s 82 | Q     |
| 3    | 5     | 2     | Kirsty Coventry         | Zimbabwe           | 2 min 08 s 14 | Q     |
| 4    | 5     | 5     | Meagen Nay              | Australie          | 2 min 08 s 40 | Q     |
| 5    | 4     | 4     | Belinda Hocking         | Australie          | 2 min 08 s 75 | Q     |
| 6    | 3     | 6     | Alexianne Castel        | France             | 2 min 08 s 92 | Q     |
| 7    | 3     | 3     | Sinead Russell          | Canada             | 2 min 09 s 04 | Q     |
| 8    | 3     | 4     | Anastasia Zueva         | Russie             | 2 min 09 s 36 | Q     |
| 9    | 4     | 3     | Daryna Zevina           | Ukraine            | 2 min 09 s 40 | Q     |
| 10   | 4     | 7     | Duane da Rocha          | Espagne            | 2 min 09 s 72 | Q     |
| 11   | 5     | 7     | Stephanie Proud         | Grande-Bretagne    | 2 min 10 s 01 | Q     |
| 12   | 2     | 6     | Simona Baumrtová        | République tchèque | 2 min 10 s 03 | Q, RN |
| 13   | 3     | 1     | Karin Prinsloo          | Afrique du Sud     | 2 min 10 s 34 | Q     |
| 14   | 4     | 5     | Elizabeth Simmonds      | Grande-Bretagne    | 2 min 10 s 37 | Q     |
| 15   | 4     | 6     | Jenny Mensing           | Allemagne          | 2 min 10 s 54 | Q     |
| 16   | 5     | 3     | Sharon van Rouwendaal   | Pays-Bas           | 2 min 10 s 60 | Q     |
| 17   | 4     | 1     | Melissa Ingram          | Nouvelle-Zélande   | 2 min 10 s 63 |       |
| 18   | 4     | 2     | Hilary Caldwell         | Canada             | 2 min 10 s 75 |       |
| 19   | 3     | 7     | Bai Anqi                | Chine              | 2 min 11 s 26 |       |
| 20   | 5     | 8     | Eyglo Osk Gustafsdottir | Islande            | 2 min 11 s 31 |       |
| 21   | 2     | 4     | Miyu Otsuka             | Japon              | 2 min 11 s 65 |       |
| 22   | 5     | 1     | Yao Yige                | Chine              | 2 min 12 s 14 |       |
| 23   | 3     | 2     | Alessia Filippi         | Italie             | 2 min 12 s 40 |       |
| 24   | 2     | 5     | Maria Fernanda Gonzalez | Mexique            | 2 min 12 s 75 |       |
| 25   | 2     | 7     | Anja Carman             | Slovénie           | 2 min 13 s 01 |       |
| 26   | 1     | 4     | Nguyen Thi Anh Vien     | Viêt Nam           | 2 min 13 s 35 |       |
| 27   | 1     | 6     | Carolina Colorado       | Colombie           | 2 min 13 s 64 |       |
| 28   | 2     | 2     | Mie Nielsen             | Danemark           | 2 min 13 s 89 |       |
| 29   | 3     | 8     | Alicja Tchorz           | Pologne            | 2 min 14 s 02 |       |
| 30   | 5     | 6     | Laure Manaudou          | France             | 2 min 14 s 29 |       |
| 31   | 1     | 2     | Ham Chan-Mi             | Corée du Sud       | 2 min 15 s 30 |       |
| 32   | 4     | 8     | Ekaterina Avramova      | Bulgarie           | 2 min 15 s 44 |       |
| 33   | 2     | 1     | Kim Daniela Pavlin      | Croatie            | 2 min 15 s 67 |       |
| 34   | 2     | 3     | Melanie Nocher          | Irlande            | 2 min 16 s 29 |       |
| 35   | 1     | 3     | Dorina Szekeres         | Hongrie            | 2 min 18 s 16 |       |
| 36   | 2     | 8     | Hoishun Stephanie Au    | Hong Kong          | 2 min 18 s 47 |       |
| 37   | 1     | 5     | Yulduz Kuchkarova       | Ouzbékistan        | 2 min 18 s 60 |       |